# Elektryczne Gitary
Elektryczne Gitary ("guitares électriques") est un groupe de rock polonais créé en 1989 à Varsovie.

## Histoire
Le groupe se fait connaître par ses chansons à texte, écrites surtout par Kuba Sienkiewicz. Ils ont aussi mis en musique des textes de poètes comme Rafał Wojaczek, Jacek Kleyff, Jan Krzysztof Kelus ou Jacek Kaczmarski.  
Jestem z miasta (Je suis de la ville) est leur premier tube en 1992, suivi de Dzieci wybiegły (Les enfants sont partis en courant) en 1993. En 1997, c'est leur chanson Co ty tutaj robisz (Que fais-tu ici) qui trouve le succès.
En 1997, ils participent à la musique de la comédie policière Kiler de Juliusz Machulski. En 2002, ils participent à la musique du film Kariera Nikosia Dyzmy de Jacek Bromski.

## Membres
- Kuba Sienkiewicz : voix, guitare
- Piotr Łojek : guitares, claviers
- Tomasz Grochowalski : guitare basse
- Aleksander Korecki : saxophone
- Leon Paduch : percussions
- Jacek Wąsowski : guitare

## Discographie

### Albums studio
- 1992 : Wielka radość
- 1993 : A ty co
- 1995 : Huśtawki
- 1997 : Na krzywy ryj
- 2000 : Słodka maska
- 2006 : Atomistyka
- 2010 : Historia
- 2012 : Nic mnie nie rusza
- 2016 : Czasowniki
- 2020 : 2020

### Compilations
- 1997 : Nie jestem z miasta – the best of
- 1998 : Sława – de best 2
- 2001 : Niepokonani
- 2014 : Stare jak nowe. 25 przebojów na 25-lecie

### Albums en concert
- 1996 : Chałtury
- 2009 : Antena